# جغرافیای برزیل
کشور برزیل در کرانه‌های اقیانوس اطلس قرار گرفته و تقریباً نیمی از آمریکای جنوبی را دربر می‌گیرد. برزیل با کشورهای آرژانتین، بولیوی، کلمبیا، گویان، پاراگوئه، پرو، سورینام، اروگوئه، ونزوئلا و فرانسه (بخش فرادریایی گویان فرانسه) همسایه است.
آب‌وهوای بیشتر کشور گرمسیری و جنوب آن نسبتاً معتدل است. بزرگترین رودخانه برزیل رود آمازون است که دومین رودخانه طولانی در جهان به‌شمار می‌آید.
برزیل پوشیده از زمین‌های پست جنگل استوایی آمازون در شمال و تپه‌ها و کوه‌های کم ارتفاع در جنوب است؛ که محل سکونت بیشتر جمعیت برزیل و مرکز کشاورزی برزیل است. در طول ساحل اقیانوس اطلس نیز چندین رشته‌کوه دیده می‌شود که ارتفاع آن‌ها اغلب کمتر از ۲٬۹۰۰ متر است.
بالاترین نقطه در برزیل پیکو دا نبلینا با ۲٬۹۹۴ متر است و در بلندی‌های گویان واقع شده‌است. رودخانه‌های اصلی برزیل رودخانه آمازن، بزرگ‌ترین رودخانه جهان از نظر حجم آب روان، و دومین رودخانه طویل جهان؛ رودخانه پارانا و شاخه اصلی آن رودخانه ایگوئاکو که دارای آبشار زیبای ایگوئاکو نیز هست، ریو نگرو، رودخانه سائو فرانچسکو، رودخانه شینگو، رودخانه مادیرا و رودخانه تاپاجوس.
حیات وحش برزیل بسیار غنی است. برزیل از نظر کونه‌های جانوری و گیاهی بومی انحصاری در جهان پس از اندونزی در جایگاه دوم قرار دارد. دانشمندان بین ۹۶٬۶۶۰ تا ۱۲۸٬۸۴۳ گونه از بی‌مهرگان را در برزیل توصیف کرده‌اند. برزیل همچنین ۵۵ هزار گونه گیاهی دارد که از هر کشور دیگر جهان بیشتر است.
منابع طبیعی اصلی کشور عبارتند از بوکسیت، طلا، سنگ آهن، منگنز، نیکل، فسفات، پلاتین، قلع، رس، کانی‌های کمیاب، اورانیوم، نفت خام، انرژی آبی و الوار.

## پهناوری و فواصل
برزیل بیشتر قسمت شرقی قاره آمریکای جنوبی و قلب جغرافیایی آن (۴۸٪ آمریکای جنوبی) و همچنین جزایر مختلف در اقیانوس اطلس را اشغال کرده‌است. تنها کشورهای بزرگ‌تر از برزیل در جهان روسیه، کانادا، چین و ایالات متحده هستند.  مساحت برزیل ۸٬۵۱۴٬۲۱۵ کیلومتر مربع است که شامل ۸٬۴۵۶٬۵۱۰ کیلومتر مربع خشکی و ۵۵٬۴۵۵ کیلومتر مربع آب است. 

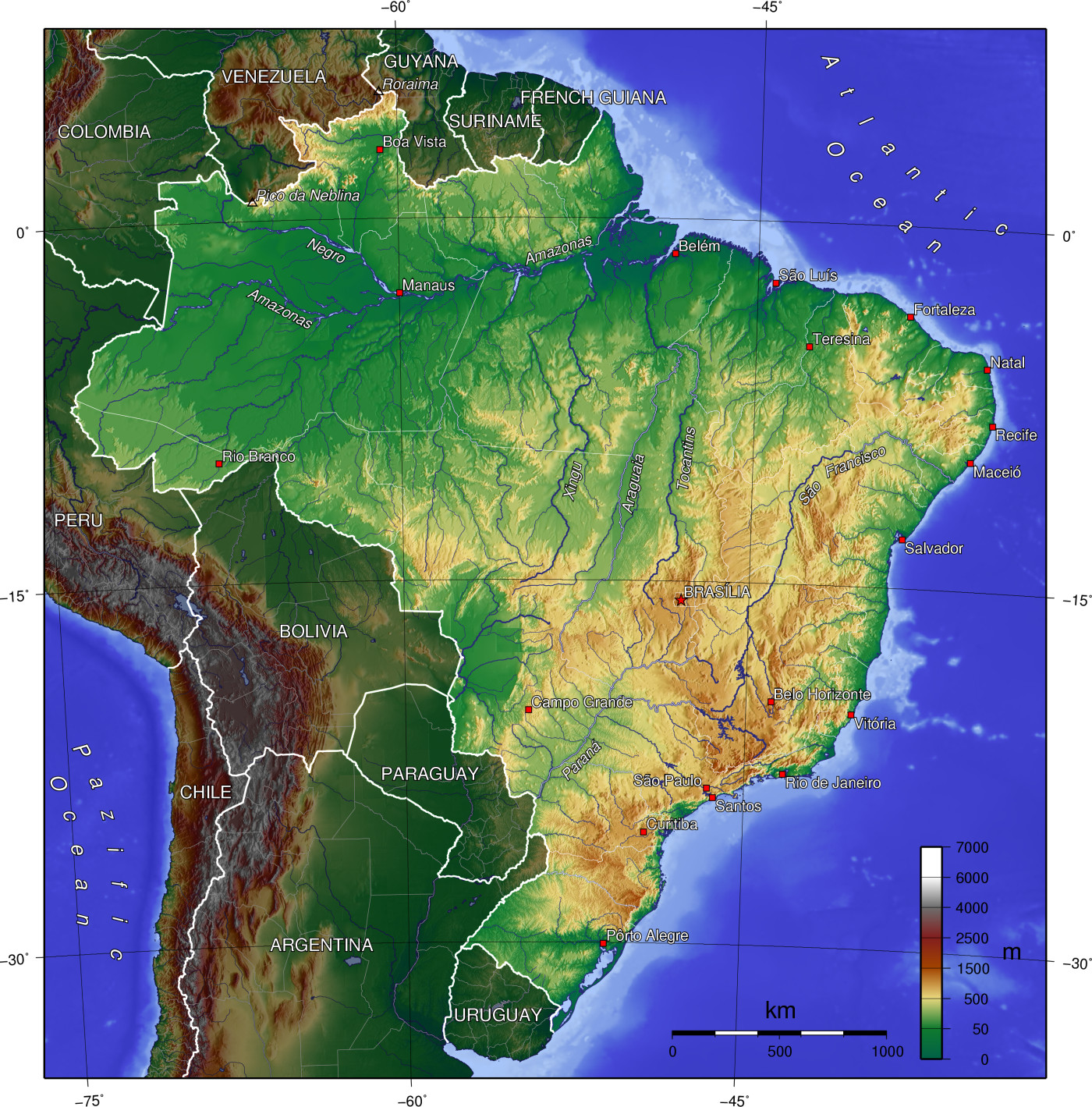
نقشه ناهمواری‌های برزیل.

خاک برزیل از شمال به جنوب ۴٬۳۷۸ کیلومتر و از شرق به غرب ۴٬۳۲۶ کیلومتر امتداد دارد. برزیل چهار منطقه زمانی را شامل می‌شود که غربی‌ترین منطقه برابر با زمان استاندارد شرقی در ایالات متحده است. منطقه زمانی پایتخت (برازیلیا) و پرجمعیت‌ترین قسمت برزیل در امتداد ساحل شرقی (یوتی‌سی ۳:۰۰-) دو ساعت جلوتر از زمان استاندارد شرقی است. جزایر اقیانوس اطلس در شرقی‌ترین منطقه زمانی قرار دارند. 
برزیل دارای مجمع‌الجزایر فرناندو دی نورونیا است که در ۳۵۰ کیلومتری شمال شرقی «شاخ» آن واقع شده‌است و چندین جزیره کوچک و جزایر مرجانی در اقیانوس اطلس به نام‌های آبرولیوس، آب‌سنگ حلقوی روکاس، مجمع‌الجزایر سنت پیتر و سنت پاول و ترینداد و مارتین واز.
در کرانه خاوری برزیل، خط ساحلی اقیانوس اطلس ۷۳۶۷ کیلومتر امتداد دارد. در غرب، به ترتیب ساعت‌گرد از جنوب، برزیل دارای ۱۵٬۷۱۹ کیلومتر مرز با اروگوئه، آرژانتین، پاراگوئه، بولیوی، پرو، کلمبیا، ونزوئلا، گویان، سورینام و گویان فرانسه است. تنها کشورهای آمریکای جنوبی که برزیل با آنها مرز مشترک ندارد شیلی و اکوادور هستند. چند نقطه مرزی مورد بحث است، اما هیچ اختلاف نظر عمده در مورد مرزهای اصلی با هیچ‌یک از کشورهای همسایه وجود ندارد. برزیل با ۳٬۸۳۰٬۹۵۵ کیلومتر مربع دهمین منطقه ویژه اقتصادی را دارد.
هرچند ۹۰ درصد از کشور در منطقه گرمسیری قرار دارد، اما آب و هوای برزیل از مناطق عمدتاً گرمسیری شمال تا مناطق معتدل زیر مدار رأس‌الجدی (۲۳° و ۲۷' عرض جغرافیایی جنوبی) بسیار متفاوت است. خط استوا در شمال کشور از ریزشگاه رود آمازون عبور می‌کند و مدار رأس‌الجدی در جنوب کشور از شهر سائو پائولو.
برزیل دارای پنج منطقه اقلیمی استوایی، گرمسیری، نیمه‌خشک، گرمسیری مرتفع و نیمه‌گرمسیری است.
دما در امتداد خط استوا بالا و به‌طور میانگین بالای ۲۵ درجه سانتی‌گراد است اما در مناطق معتدل به بیشینه تابستانه ۴۰ درجه سانتی‌گراد نمی‌رسد. در نزدیکی خط استوا تغییرات فصلی کمی وجود دارد، اگرچه در بعضی مواقع می‌تواند برای پوشیدن ژاکت، به خصوص در باران، به اندازه کافی خنک شود.
در آن‌سوی طیف اقلیمی کشور، در زمستان (ژوئن-اوت) در جنوب مدار رأس‌الجدی یخبندان وجود دارد و در مناطق کوهستانی، مانند پارانا، ریو گرانده جنوبی و سانتا کاتارینا برف نیز می‌بارد.
دمای هوا در شهرهای سائو پائولو، بلو هوریزونته و برازیلیا به دلیل ارتفاع تقریبی ۱۰۰۰ متری، ملایم است (معمولاً بین ۱۵ تا ۳۰ درجه سانتی‌گراد). ریو دو ژانیرو، رسیفی و سالوادور در ساحل کشور دارای آب و هوای گرم هستند و دمای در آن‌ها از ۲۳ تا ۲۷ درجه سانتی‌گراد متغیر است اما از وزش پیوسته باد بهره‌مندند. شهرهای پورتو آلگری و کوریتیبا در جنوب کشور، آب‌وهوایی نیمه‌گرمسیری شبیه به مناطقی از ایالات متحده و اروپا دارند و در زمستان درجه حرارت در آن‌ها ممکن است به زیر نقطه انجماد برسد.
برزیل از نظر جغرافیایی عموماً به پنج منطقه مجزا تقسیم می‌شود: مناطق شمال، شمال شرقی، غرب مرکزی، جنوب شرقی و جنوب.

## شمال
شمال ۲۷/۴۵ درصد از خاک برزیل را تشکیل داده و این منطقه کمترین تعداد ساکنان برزیل را در خود جای داده‌است. این منطقه (به استثنای مانائوس که دارای یک منطقه صنعتی معاف از مالیات است) نسبتاً غیر صنعتی و غیر توسعه یافته‌است. این منطقه دارای وسیع‌ترین جنگل‌های استوایی جهان و بسیاری از بومیان قبایل برزیل است.

## شمال شرق
شمال شرقی برزیل یک سوم از جمعیت برزیل را در خود جای داده‌است. این منطقه دارای تنوع فرهنگی است، که ریشه‌های فرهنگی آن به دوران استعمار پرتغال، سیاه‌پوستان برزیل و برخی سرخ‌پوستان برزیل بازمی‌گردد. این منطقه فقیرترین منطقه برزیل است و دارای دوره‌های طولانی خشکسالی نیز هست. شهرت این منطقه بیشتر به خاطر ساحل زیبای آن است.

## غرب مرکزی

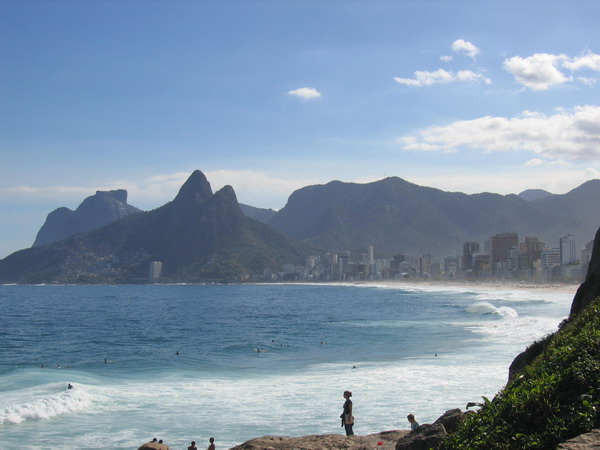
سواحل ریو دو ژانیرو، دومین شهر بزرگ برزیل، از شهرت جهانی برخوردار است

غرب مرکزی منطقه‌ای است که پایتخت برزیل یعنی برازیلیا در آن واقع شده‌است. گرچه این منطقه در مقایسه با دیگر مناطق برزیل دارای تراکم جمعیتی پایین‌تری است که این امر نیز بیشتر ناشی از آن است که بیشتر این منطقه پوشیده از پنتانال است که وسیع‌ترین باتلاق‌های جهان را در خود جای داده، و نیز بخش اندکی از جنگل‌های استوایی آمازون در شمال غربی این منطقه است. با این وجود، بیشتر این منطقه پوشیده از پوشش سرادو، وسیع‌ترین گرمدشت جهان است. این منطقه همچنین مهم‌ترین منطقه برزیل از دید کشاورزی نیز هست. مهم‌ترین شهرهای این منطقه عبارت‌اند از: برازیلیا، گوئیانیا، کمپوگراند و کویابا.

## جنوب شرق
جنوب شرق ثروتمندترین منطقه برزیل است و دارای متراکم‌ترین جمعیت نیز هست. جمعیت این منطقه از جمعیت هر یک از کشورهای واقع در آمریکای جنوبی بیشتر است، و یکی از بزرگ‌ترین شهرهای جهان را در خود جای داده‌است. مهم‌ترین شهرهای این منطقه عبارت‌اند از دو شهر بزرگ کشور یعنی سائوپائولو و ریو دو ژانیرو. این منطقه از تنوع بسیاری برخوردار است، و دارای بزرگ‌ترین مرکز تجاری کشور یعنی سائوپائولو، شهرهای تاریخی میناس گرایس است و مرکز آن بلو هوریزونته یعنی سومین شهر بزرگ کشور، سواحل مشهور ریودوژانیرو و نیز ساحل مشهور اسپیریتو سانتو است.

## جنوب
جنوب ثروتمندترین منطقه (از نظر سرانه تولید ناخالص داخلی) است، و دارای بهترین استاندارد زندگی در کشور است. این منطقه همچنین قدیمی‌ترین منطقه برزیل نیز هست، و در نواحی مرتفع آن به صورت ادواری شاهد یخبندان و بارش برف نیز هستیم.
مهاجران اروپایی که بیشتر از نژادهای ایتالیایی، آلمانی، پرتغالی و اسلاو هستند بیشتر در این منطقه ساکن هستند، و این منطقه به وضوح از فرهنگ این مهاجران تأثیر چشمگیری پذیرفته‌است. مهم‌ترین شهرهای این منطقه عبارت‌اند از: پورتو آلگره، کوریتیبا، فلوریانوپلیس، بلومناو، نووو هامبورگو، لوندرینا، ککسیاس دو سول و جوینویل است.
خاک‌های گرمسیری برزیل تقریباً ۲۱۰ میلیون تن محصولات دانه‌ای در سال تولید می‌کنند که از حدود ۷۰ میلیون هکتار زمین کشاورزی حاصل می‌شود. این کشور همچنین دارای بزرگترین مساحت از زمین قابل کشت در جهان است.
مردم محل به‌طور سنتی در پایان فصل خشک، از سوزاندن برای از بین بردن علف‌های بلند، خشک و کم‌جان و زدودن آن‌ها از مراتع استفاده می‌کنند. تا زمانی که مکانیزه شدن و استفاده از نهاده‌های شیمیایی و ژنتیکی در طی دوره تشدید کشاورزی در دهه ۱۹۷۰ و ۱۹۸۰ افزایش نیافته بود، کاشت و برداشت قهوه دائماً به سمت سرزمین‌های جدید در غرب و شمال حرکت می‌کرد.
بزرگترین مناطق دارای خاک حاصلخیز در کشور، ترا روخا (Terra roxa به معنی خاک سرخ) نامیده می‌شود و در ایالت‌های پارانا و سائو پائولو یافت می‌شود. خاک‌های با کمترین باردهی کشاورزی در آمازون قرار دارد، جایی که جنگل بارانی در آن انبوه است. خاک‌های منطقه شمال شرقی برزیل اغلب حاصلخیز هستند، اما فاقد آب‌اند، مگر اینکه به‌طور مصنوعی آبیاری شوند.
در دهه ۱۹۸۰، سرمایه‌گذاری‌ها امکان استفاده از آبیاری، به ویژه در منطقه شمال شرقی و ایالت ریو گرانده جنوبی را ممکن ساخت. اقتصاد این مناطق در دهه ۱۹۷۰ از دامداری به تولید سویا و برنج تغییر کرده بود.
خاک‌های گرم‌دشتی (ساوانا) همچنین از طریق اصلاح اسیدیته، کوددهی، اصلاح نباتات و در بعضی موارد با آبیاری افشانه‌ای برای کشاورزی سویا قابل استفاده شد. از آنجا که کشاورزی در دهه‌های ۱۹۷۰ و ۱۹۸۰ نوین‌سازی شد، باروری خاک برای تولید محصولات کشاورزی اهمیت خود را نسبتاً از دست داد و عواملی چون سرمایه‌گذاری، زیرساخت‌ها، مکانیزاسیون، استفاده از نهاده‌های شیمیایی و مجاورت با بازار اهمیت اساسی پیدا کرد. در نتیجه این روند، گرایش کشاورزان برای گسترش محدوده خود به مناطق دیگر کاهش یافت.
معضل اصلی زیست‌محیطی که در دهه ۱۹۸۰ بیشترین توجه بین‌المللی را در برزیل به خود جلب کرد، جنگل‌زدایی در آمازون بود. از بین همه کشورهای آمریکای لاتین، برزیل هنوز بیشترین قسمت (۶۶٪) از سرزمین خود را در پوشش جنگل دارد، اما نابود کردن درختان در آمازون در دهه‌های ۱۹۷۰ و ۱۹۸۰ با سرعت نگران‌کننده‌ای پیش رفت. بیشتر جنگل‌بُری‌ها ناشی از فعالیت دامداران، از جمله فعالیت‌های بزرگ شرکت‌ها بود و بخش کوچکتر آن ناشی از روش‌های بریدن و سوزاندن بود که توسط کشاورزان کوچک استفاده می‌شد. 

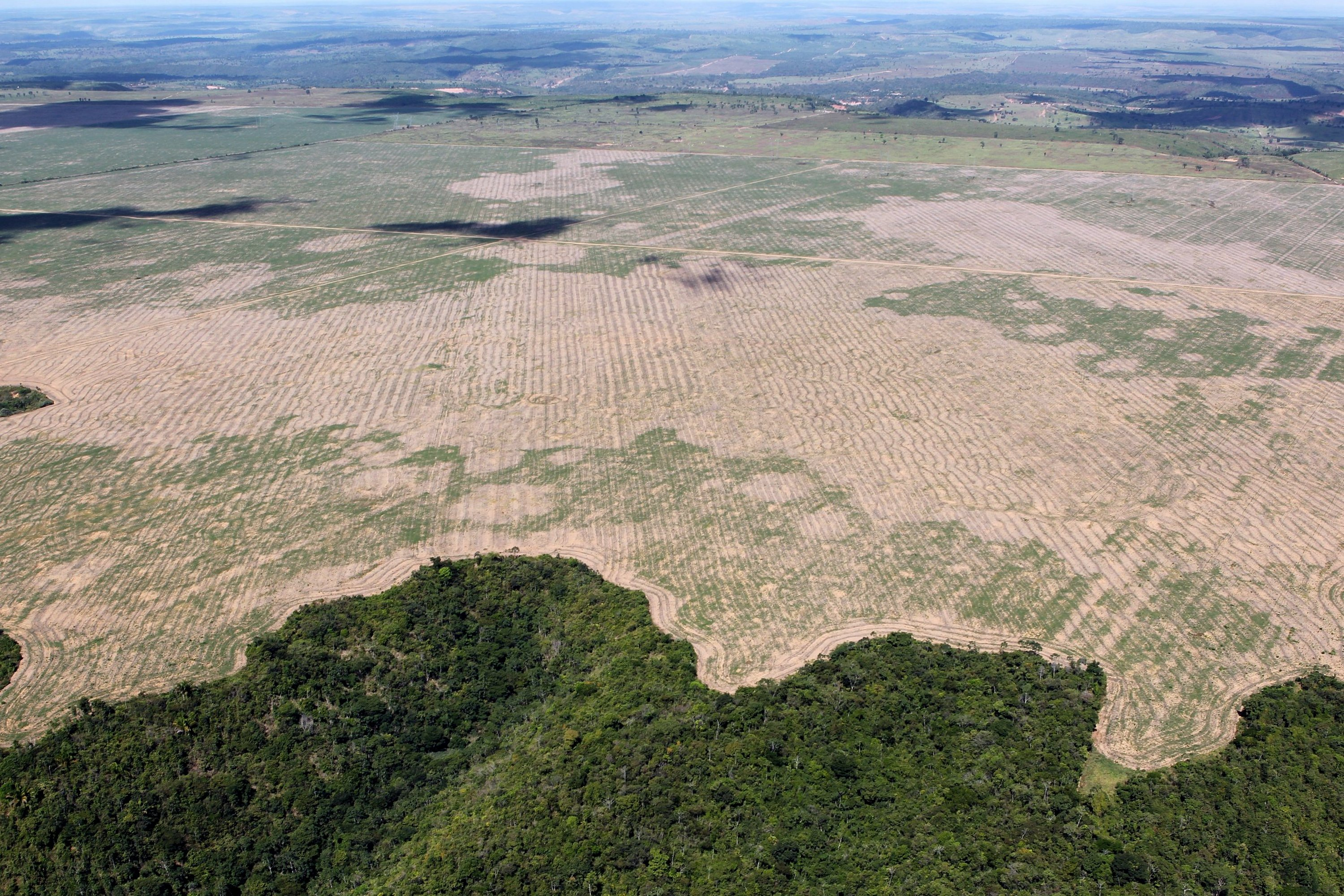
جنگل‌زدایی در ایالت مارانیائو، سال ۲۰۱۶.

بیابان‌زایی، یکی دیگر از مشکلات مهم زیست‌محیطی در برزیل، تنها پس از کنفرانس محیط زیست و توسعه سازمان ملل متحد، معروف به اجلاس زمین، که در ژوئن ۱۹۹۲ در ریودوژانیرو برگزار شد، مورد توجه بین‌المللی قرار گرفت. در اوایل دهه ۱۹۹۰، آشکار شد که اکوسیستم نیمه‌خشک کاتینگا در شمال شرق برزیل به‌خاطر پاکسازی‌ها، در حال از دست دادن پوشش گیاهی طبیعی خود است و بنابراین این منطقه در معرض خطر خشک شدن بیش از پیش قرار دارد، همان‌طور که در برخی مناطق دیگر نیز اتفاق افتاده است.
در مناطق کشاورزی برزیل مسئله از بین رفتن حاصلخیزی زمین، فرسایش خاک، آلودگی با آفت‌کش‌ها و نابودی تنوع زیستی وجود دارد.
در مناطق شهری، حداقل در بزرگترین شهرها، میزان آلودگی هوا و ازدحام و ترافیک معمولاً بدتر از آن است که در شهرهای کشورهای پیشرفته یافت می‌شود. در عین حال، مشکلات اساسی زیست‌محیطی مربوط به فقدان سرویس بهداشتی، که کشورهای توسعه‌یافته مدت‌ها پیش حل کرده‌اند، در برزیل همچنان وجود دارد. این مشکلات بعضی اوقات در شهرهای کوچک و متوسط کشور از شهرهای بزرگ هم بدتر است. مشکلات زیست‌محیطی شهرهای بزرگ و کوچک کشور سرانجام در دهه ۱۹۹۰ مورد توجه بیشتر جامعه و دولت قرار گرفت.
- Geography of Brazil. (2020). En.wikipedia.org. Retrieved 24 September 2020.
- Hudson, Rex A. (1998). Brazil: A Country Study. The Division. p. 91. ISBN 978-0-8444-0854-5.
- Edison Lobão; Fernando César de Moreira Mesquita (11 June 1991), Decreto nº 11.902 de 11 de Junho de 1991 , State of Maranhão
- CIA World Factbook website

1. ↑  Chapman, A.D (September 2005). "Numbers of Living Species in Australia and the World: A Report for the Department of the Environment and Heritage". Australian Biological Resources Study. Australian Biodiversity Information Services. Archived from the original on 2007-11-01. Retrieved 2007-11-26.
2. ↑  Lewinsohn, Thomas M.; Paulo Inácio Prado (June 2005). "How Many Species Are There in Brazil?". Conservation Biology. 19 (3): 619–624
3. ↑  Palmerlee, Danny (2007). South America on a Shoestring. Lonely Planet Publications. p. 275. ISBN 978-1-74104-443-0.
4. ↑  IBGE | Portal do IBGE | IBGE. (2020). Ibge.gov.br. Retrieved 24 September 2020, from https://www.ibge.gov.br/